# Paweł Ossowski
Paweł Ossowski (ur. 9 grudnia 1878 w Śliwicach, zm. na jesieni 1939 w Barbarce) – polski adwokat, doktor prawa, działacz społeczny i narodowy, starosta chełmiński, senator II kadencji w II RP z ramienia Związku Ludowo-Narodowego.

## Życiorys

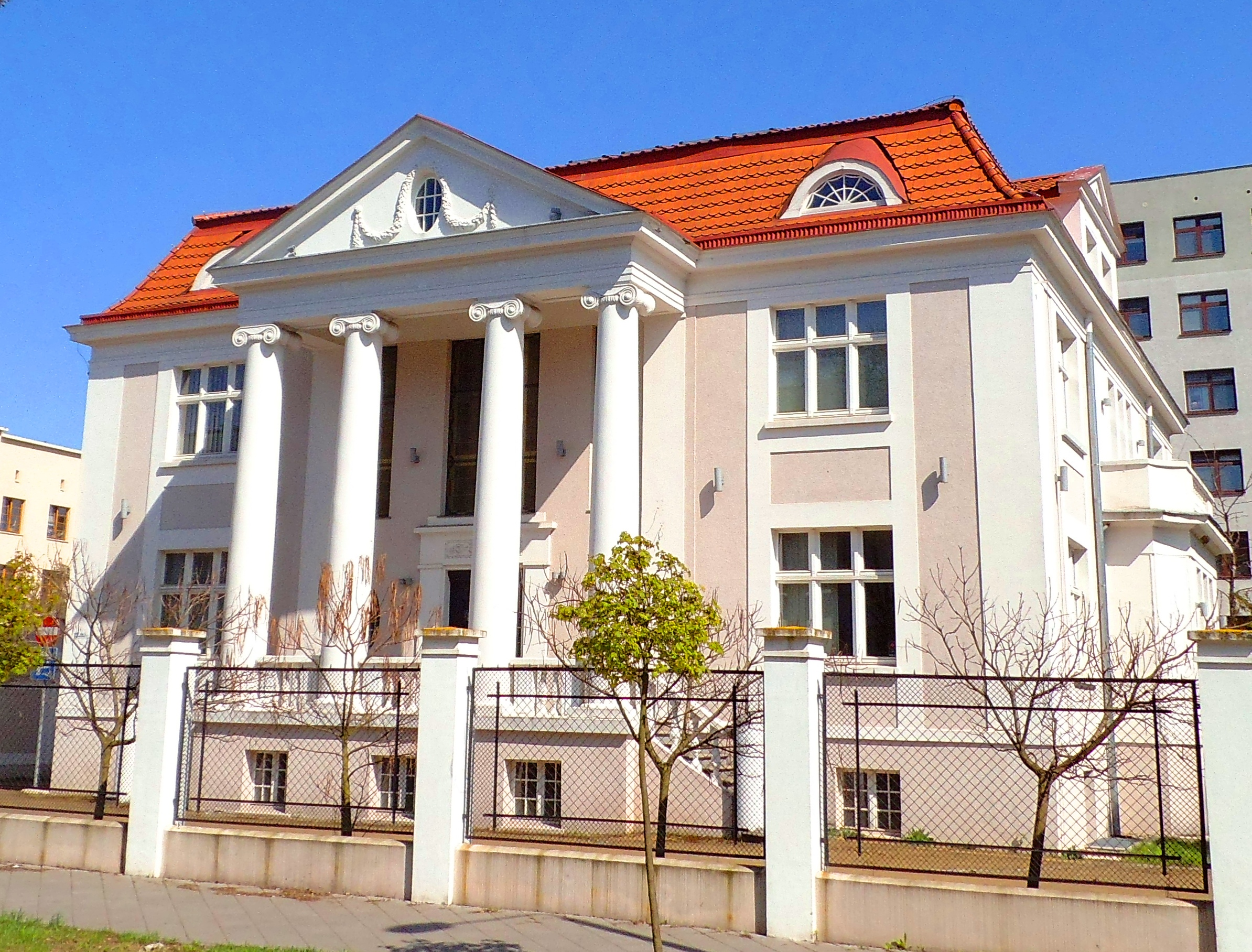
Willa Ossowskiego w Toruniu

W 1900 ukończył gimnazjum w Chełmnie. Jako uczeń gimnazjum należał do stowarzyszenia filomatów. Studiował prawo na Uniwersytetach w Berlinie, Monachium i Bonn, uczęszczał również na wykłady z ekonomii i filozofii. W latach 1903–1904 odbył służbę wojskową. W 1904 w Rostocku obronił doktorat z prawa. Należał do Towarzystwa Naukowego w Berlinie. W latach 1900-1901 prowadził tajną szkołę języka polskiego w tym mieście. Podczas zaborów był karany za publiczne wystąpienia w języku polskim.
W latach 1905–1909 odbywał praktyki jako referendarz sądowy w obwodzie Sądu Apelacyjnego w Kolonii, w 1909 roku został asesorem sądowym. W 1910 roku w Chełmnie rozpoczął samodzielną praktykę adwokacką. W 1912 roku został wicepatronem Związku Towarzystw Czytelni Ludowych na Prusy Zachodnie. Należał również do Towarzystwa Naukowego w Toruniu oraz Pomorskiego Towarzystwa Pomocy Naukowej.
W czasie I wojny światowej walczył jako oficer w armii niemieckiej, dwukrotnie odniósł ranny. Awansował do stopnia porucznika.
W 1919 roku został członkiem Wojskowej Organizacji Pomorskiej. Werbował ochotników do powstania wielkopolskiego. Był inicjatorem i współzałożycielem Spółki Budowlanej i Gazowej Nadwiślanin. Przewodniczył radzie robotniczej i żołnierskiej oraz był prezesem powiatowym Rady Ludowej. Następnie był delegatem rządu polskiego przy landracie. Był także ekspertem polskim przy komisji międzynarodowej gen. Dupont w Berlinie do spraw sądowych i administracyjnych. W odrodzonej Polsce był porucznikiem rezerwy w 66 Kaszubskim Pułku Piechoty.
Od września 1920 do lata 1922 sprawował urząd starosty chełmińskiego. Jako starosta był inicjatorem wznowienia i przewodniczącym Związku Elektryfikacyjnego Chełmno-Świecie-Toruń. W czasie wojny polsko-bolszewickiej zorganizował liczący 2000 ludzi oddział Straży Obywatelskiej, który miał wspomóc obronę Chełmna. Był członkiem rady aprowizacyjnej i rady ustawodawczej przy Ministerstwie byłej Dzielnicy Pruskiej. Pełnił funkcję wicemarszałka Tymczasowego Pomorskiego Wydziału Krajowego. Był członkiem rady nadzorczej Pomorskiej Elektrowni Krajowej „Gródek”. Od 1922 był członkiem Sądu Dyscyplinarnego przy Naczelnej Radzie Adwokackiej w Warszawie oraz sądu najwyższego dla spraw dyscyplinarnych adwokackich. Występował jako adwokat w procesach politycznych. Współorganizator Związku Ludowo–Narodowego na Pomorzu, w latach 1925–1928 wiceprezes jego Rady Wojewódzkiej. Po zamachu majowym był współorganizatorem Związku Pomorskiego. 
W wyborach w 1928 uzyskał mandat senatora z listy nr 24 (Blok Katolicko-Narodowy) w okręgu wyborczym obejmującym województwo pomorskie. W Senacie był członkiem klubu Związku Ludowo-Narodowego. W latach 1928-1929 wykonywał funkcję Przewodniczącego Rady Wojewódzkiej Stronnictwa Narodowego na Pomorzu. Był także wiceprezesem Toruńskiej Chrześcijańskiej Kasy Bezprocentowej. Posiadał wybudowaną dla niego w 1925 Willę Osowskiego w Toruniu. Był filistrem honorowym Baltii. W latach 1926-1928 wiceprezes Związku Filistrów Baltii.
Aresztowany przez Niemców na początku wojny i zmuszony do przymusowych robót przy budowie mostu na Wiśle w Toruniu. Został rozstrzelany w Barbarce k. Torunia. Nieznana jest dokładna data jego egzekucji, źródła podają: 28 października, 1 listopada, 8 listopada.

## Rodzina
Był synem Józefa, rolnika, i Katarzyny z Galikowskich. 19 października 1913 ożenił się z Pelagią Franciszką Batke, z którą miał trzech synów Adama Stefana (ur. 1918), Lecha Aleksandra Edwarda (ur. 1920) i Tadeusza Wojciecha Szczęsnego (ur. 1922)

## Upamiętnienie

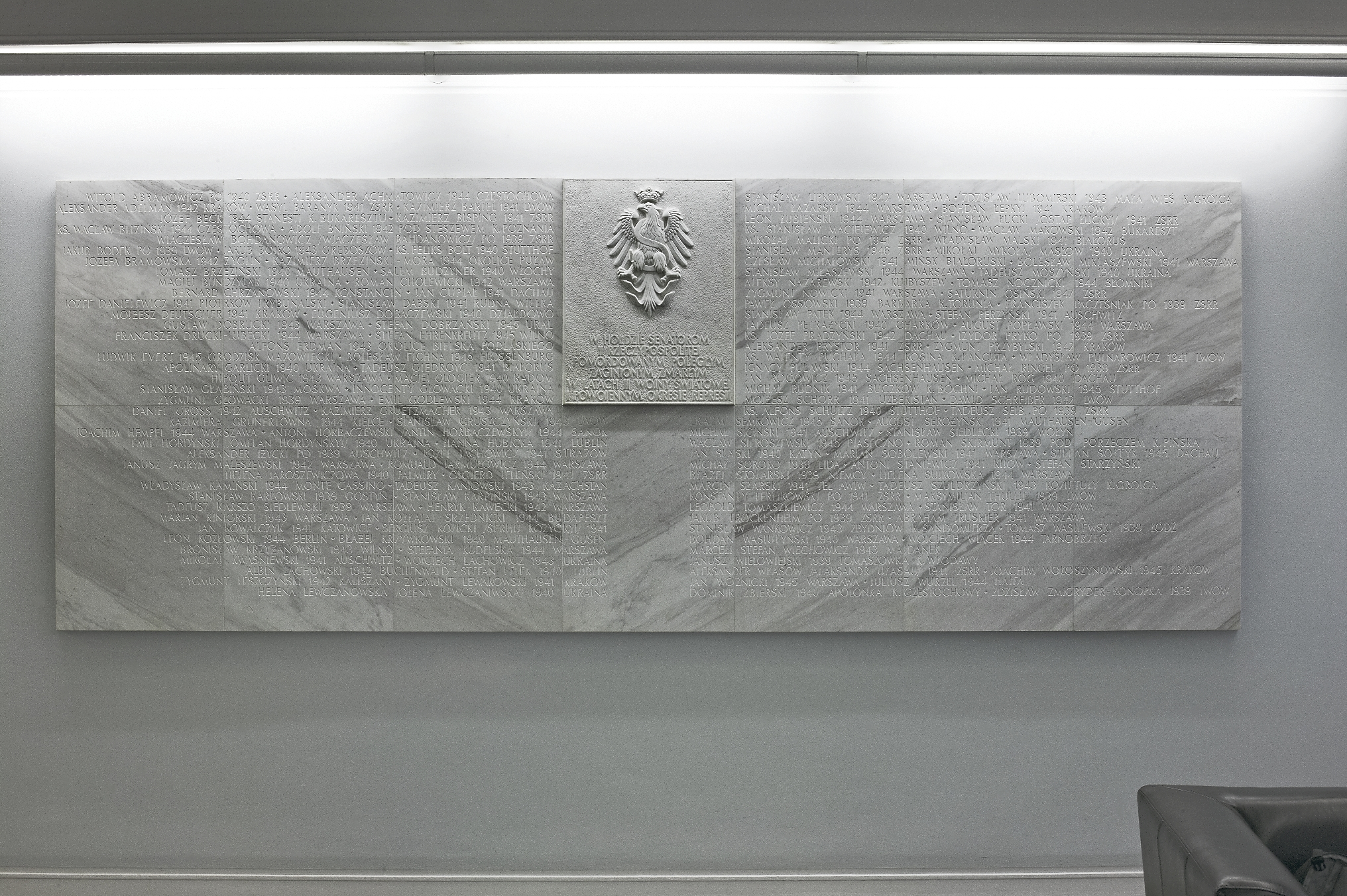
Tablica pamiątkowa w budynku Senatu

Jego nazwisko widnieje na tablicy poświęconej senatorom poległym podczas II wojny światowej, która znajduje się w gmachu Senatu Rzeczypospolitej Polskiej .

## Ordery i odznaczenia
- Krzyż Niepodległości (19 czerwca 1938)[19]
- Krzyż Oficerski Orderu Odrodzenia Polski (2 maja 1923)[20][21]
- Krzyż na Śląskiej Wstędze Waleczności i Zasługi[12]
- Krzyż Tajnej Wojskowej Organizacji na Pomorzu[12]
- Krzyż Żelazny II klasy[12]

## Publikacje
- Ochrona praw osobistych na tle § 823 niem. k. c. – 1904[4]
- Powiat i miasto Chełmno: monografia krajoznawcza według współczesnego stanu – 1923 (wraz z Janem Dziedzicem)[4]